# De pe deal
„De pe deal” este o poezie scrisă de George Coșbuc, publicată în 1893 în volumul Balade și idile.

## Legături externe
- Poezia „De pe deal” la wikisursă